# Историческое описание одежды и вооружения российских войск
«Историческое описание одежды и вооружения российских войск, с рисунками, составленное по высочайшему повелению, с рисунками» (часто просто «Историческое описание одежды и вооружения российских войск» под редакцией А. В. Висковатова, 1841–1862) — многотомный труд, составленный по повелению императора Николая I, содержащий подробное описание и иллюстрации военного и гражданского костюма за период с 862 года до царствования Николая I и выходивший в Санкт-Петербурге в течение 20 лет в период 1841–1862 годов.
Издание и по сей день является одним из самых востребованных источников сведений об истории военного костюма.

## Общие сведения
Богато иллюстрированное издание содержало подробное описание военного и гражданского костюма за период с 862 года до царствования императора Николая I, воинское обмундирование, оружие, знамёна различных воинских частей, воинские знаки отличия.
Издание выходило в виде тетрадей с приложенными иллюстрациями в двух вариантах исполнения: в дорогом (текст на ватманской, а рисунки на китайской бумаге) — с частично раскрашенными иллюстрациями, и в более дешёвом (текст на веленевой, рисунки на французской бумаге) — с чёрно-белыми иллюстрациями.

## История создания и жизнь издания
Начало работы над «Описанием…» относится к 1830 году, когда повелением императора Николая I дело организации описания обмундирования и вооружения русских вооружённых сил с древнейших времён до современной на тот момент эпохи было возложено на военного администратора, генерал-адъютанта, генерал-лейтенанта П. А. Клейнмихеля. По его представлению был образован особый Комитет по составлению исторического описания одежды и вооружения российских войск. Окончательно группа составителей оформилась к 1833 году в качестве комиссии при Инспекторском департаменте Военного министерства под руководством армии полковника И. Г. Бибикова.
В процессе работы этой комиссии был просмотрен ряд архивов Военного министерства со снятием копий с документов, принадлежавших архивам Комиссариатского и Инспекторского департаментов, а также сделаны выписки из различных исторических сочинений того времени.
Хронологически собранные материалы охватывали период от Средневековья до января 1835 года. В 1835 году полковником Бибиковым эти предварительные сведения были систематизированы по родам войск и видам вооружённых сил и, расположенные в хронологическом порядке с 1700 по июнь 1835 года, были впоследствии сброшюрованы в шесть книг под заглавием «Описание Одежды Российского Войска» с подзаголовками частей по родам и видам войск. К последней части предполагался алфавитный указатель, составленный неким полковником Покровским.
Если первая часть была в целом самостоятельной работой А. В. Висковатова, то последующие представляли собой проверенный и дополненный вариант черновых материалов Бибикова. Об этом свидетельствует единство названия, одинаковая структура и параллельные отрывки. Скорее всего именно поэтому Висковатов и не поставил на титульном листе самого капитального из своих трудов собственной фамилии. Обстоятельство это оказалось полностью забытым уже ко времени выхода в свет Энциклопедии военных и морских наук генерал-лейтенанта Г. А. Леера. А энциклопедический словарь, изданный Ф. А. Брокгаузом и И. А. Ефроном, канонизировал эту неточность.

## Дальнейшие работы
На основании этого труда был сделан экстракт из двух частей, представляющий собою сжатый исторический очерк развития обмундирования, вооружения, снаряжения и знамён русской армии с 1700 по 1835 годы, созданный на базе подлинных документов «Предварительных Сведений…», систематизированных на втором этапе работы. Предполагались и, вероятно, были созданы «девять сот объяснительных в трёх книгах рисунков», о которых упоминается и авторском предисловии к первой части «Предварительных Сведений…», но которые до сих пор не обнаружены.
Созданием в 1835 году сброшюрованного в две части «Описания Одежды и Вооружения Российских Войск» комиссия полковника Бибикова свою работу закончила. Собранные рукописные материалы, вероятно, хранились в Комиссариатском департаменте, откуда во второй половине XIX века поступили в отдел рисунков и чертежей Интендантского музея. После его упразднения в 1827 году эти книги стали принадлежать преемнику — Военно-хозяйственному музею и вместе со всем его собранием в 1837 году поступили в фонды Артиллерийского музея.
Продолжение работы было возложено на преподавателя математики 1-го Кадетского корпуса штабс-капитана А. В. Висковатова, известного историческими разысканиями материалов по истории флота и, в особенности, основательным очерком своей первой военной школы — 1-го Кадетского корпуса, изданным к его юбилею. За этот труд Висковатов, будучи скромным инспектором классов корпуса, удостоился особенной Высочайшей благодарности, а в самый день юбилея — следующих императорских слов «Я вам обязан сегодняшним праздником». Следствием было назначение его старшим адъютантом дежурного генерала Главного Штаба, а уже после принятия на себя трудов по составлению «Исторического описания…» — пожалование бриллиантового перстня в 1837 году и подарка в 1839.

## Структура, содержание и стоимость
Среди иллюстраций «Исторического описания…» встречаются работы как малоизвестных деятелей, так и известных рисовальщиков, гравёров. К сотрудничеству привлекались, вероятно, и служащие Военно-топографического депо Главного Штаба, пятое отделение которого было специально посвящено гравированию. Одним из художников, участвовавших в работе над «Описанием», был академик Императорской Академии художеств Пётр Захаров-Чеченец.
К 1840 году на основании первой части «Предварительных Сведений» Бибикова, включившей документы, относящиеся к допетровскому периоду, Висковатов составил первую часть «Исторического описания одежды и вооружения российских войск». Печатание осуществлялось в Военной типографии при Главном Штабе.
Общая цена первой части, состоявшей из семи тетрадей, простиралась от 21 до 28 рублей серебром, так что широкого распространения этого труда по понятным причинам не последовало, хотя он и продавался в магазине Главного Штаба и у комиссионера редакции «Русского Инвалида» Ю. А. Юнгенмейстера.
На традиционном заседании 15 мая 1843 года Императорская Академия Наук удостоила это сочинение второстепенной (половинной) Демидовской премии за 1842 год. С тех пор также в виде тетрадей с приложенными иллюстрациями части «Исторического описания …» стали выходить регулярно. Текст продолжал печататься в Военной типографии, а иллюстрации с 406 листа третьей части стали печататься в литографии Главного управления Путей Сообщения и Публичных зданий.
После 1857 года работа по их составлению перешла в Редакцию Российский Военной Хроники во главе с генерал-лейтенантом В. В. Штейнгелем. С 1861 года основная масса оттисков литографированных иллюстраций заказывалась французской фирме Лемерсье.

## Переиздания труда
Издание 1841—1862 годов составляло собственность Военного министерства и широкого распространения не получило. Отпечатанное незначительным тиражом, уже к концу XIX века оно стало большой библиографическою редкостью. Полным комплектом тетрадей, сброшюрованных в так называемые «фолиантные» или вовсе единичные «раскрашенные» экземпляры труда, обладали лишь крупнейшие столичные или императорские собрания.
Поэтому «за полным израсходованием» первоначального издания под эгидой Технического комитета Главного Интендантского управления в 1899—1902 годах было предпринято переиздание «Исторического описания…» в удешевлённом варианте для широкой продажи. Оно получило неофициальное название «Интендантского издания».
Право перепечатки текста досталось петербургской типолитографии под вывеской «В. С. Балашев и К°», которая на самом деле принадлежала помощнику присяжного поверенного Я. Л. Берману. Иллюстрации производились способом монохромной фототипии в знаменитом заведении «поставщика Двора Его Императорского Величества», купца А. И. Вильборга. После выхода в свет первой части переиздания в 1899 году особенным положением Военного Совета от 18 марта 1900 года был заключён официальный контракт и открыта подписка.
Переиздание продолжалось до 1902 года, когда печатня «В. С. Балашев и К°» прекратила своё существование. Труд Висковатова был переиздан до девятнадцатой части включительно. Выпуск же иллюстраций был продолжен, опередив перепечатку текста. К 1914 году было перепечатано большинство из 1355 иллюстраций не только всех 30 частей старого издания, но и воспроизведена основная масса из 705 иллюстраций хронологического продолжения вплоть до 1881 года. За основу продолжения было взято официальное издание: «Перемены в обмундировании и вооружении войск Российской Императорской армии с восшествия на престол Государя Императора Александра Николаевича» (СПб.,1857–1881, тетр. I–III) с «Дополнениями…» (СПб., 1862, 1864–1866, 1869, 1871, 1872, 1875, 1879, 1880), в создании иллюстраций которого до самой кончины в 1871 году участвовал профессор К. К. Пиратский.
Двадцатая часть «Исторического описания…» увидела свет лишь через сорок два года после предшествующей. Под эгидой эвакуированного в Новосибирск Артиллерийского Исторического музея с 1944 года издание было возобновлено и блестяще воплощено в полном объёме 34 частей. Недостающие листы иллюстраций были отпечатаны преемником фирмы «Р. Голике и А. Вильборг» — ленинградской типографией № 3 им. Ивана Федорова, правда, значительно слабее по качеству исполнения; листы иллюстраций и традиционные тетради текстов были заключены в единообразные изящные папки с прежним названием — в таком виде продолжение старинного труда поступило в продажу.
В 2007–2008 гг. издательством «Альфарет» в С.-Петербурге было выпущено факсимильное переиздание наиболее дорогого варианта первого издания «Исторического описания одежды и вооружения российских войск» в 30 томах, в 60 книгах (каждый том состоит из двух отдельных: альбом с иллюстрациями и историческое описание). Тридцать частей «Рисунков к историческому описанию одежды и вооружения российских войск» имеют частично раскрашенные иллюстрации. Данное издание выпущено крайне ограниченным тиражом, есть возможность индивидуального заказа комплектов. Воспроизводя наиболее редкий и дорогой вариант оригинала, издание «Альфарета» уступает по полноте 2-му изданию, так как не включает отсутствовавшие в 1-м издании части, посвящённые периоду царствования императора Александра II.
В 2008–2017 гг. издательство «Кучково поле» и Ассоциация «Военная книга» осуществили новое переиздание «Исторического описания одежды и вооружения российских войск», текст которого воспроизводится по первому изданию в современной орфографии. Иллюстрации до 13 тома включительно воспроизводятся по первому изданию в чёрно-белом варианте. С 14 тома издание включает цветные изображения, в качестве которых в полном объёме впервые воспроизводятся оригинальные акварельные рисунки из собрания Военно-исторического музея артиллерии, инженерных войск и войск связи в Санкт-Петербурге, послужившие основой для создания литографий дореволюционных изданий. Издание прервано на 19 томе и, по информации издательства, его продолжение не планируется. 
На сайте Российской государственной библиотеки также опубликованы электронные копии отдельных томов «Исторического описания одежды и вооружения российских войск» разных лет изданий.

## Примеры иллюстраций

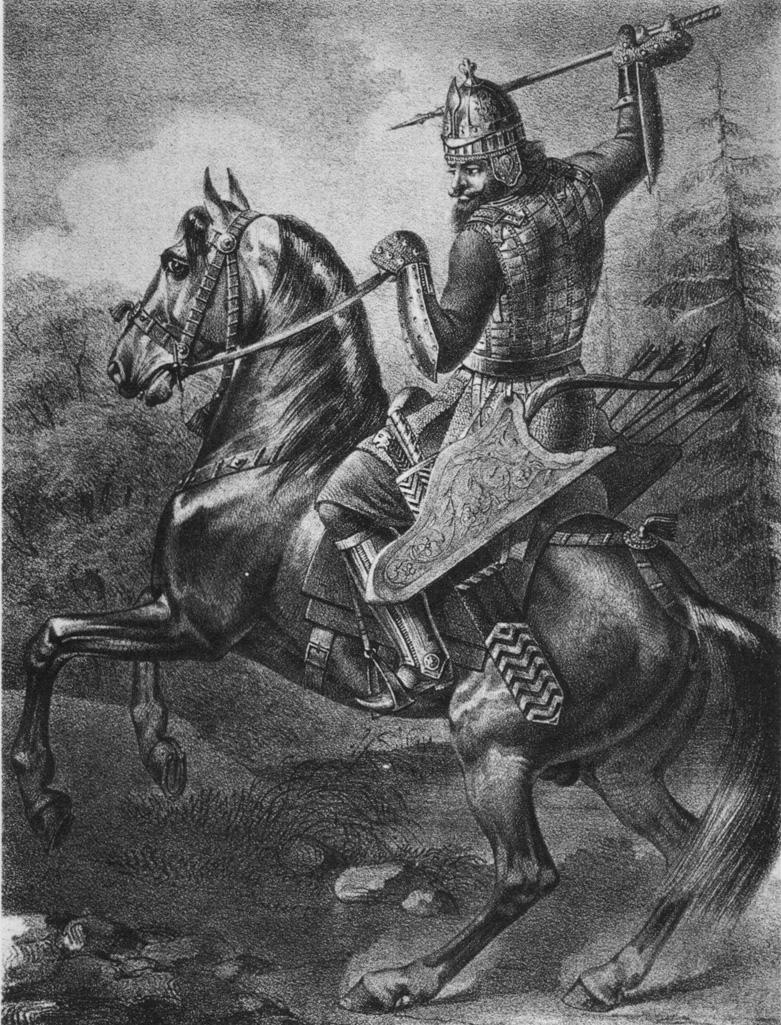
Оригинальная монохромная иллюстрация.
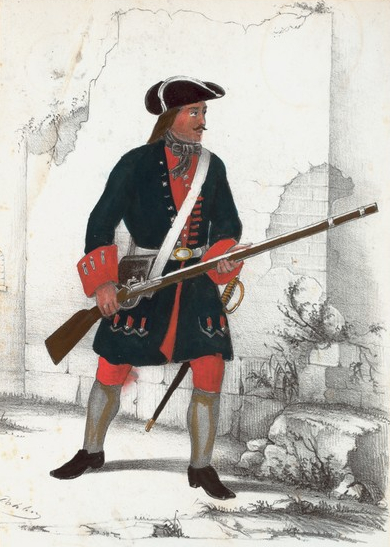
Частично раскрашенная иллюстрация. Коллекция Винкёйзена.
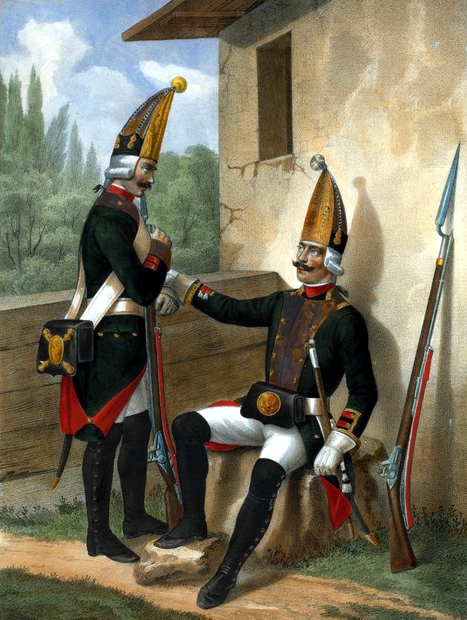
Раскрашенная иллюстрация из коллекции Винкёйзена.
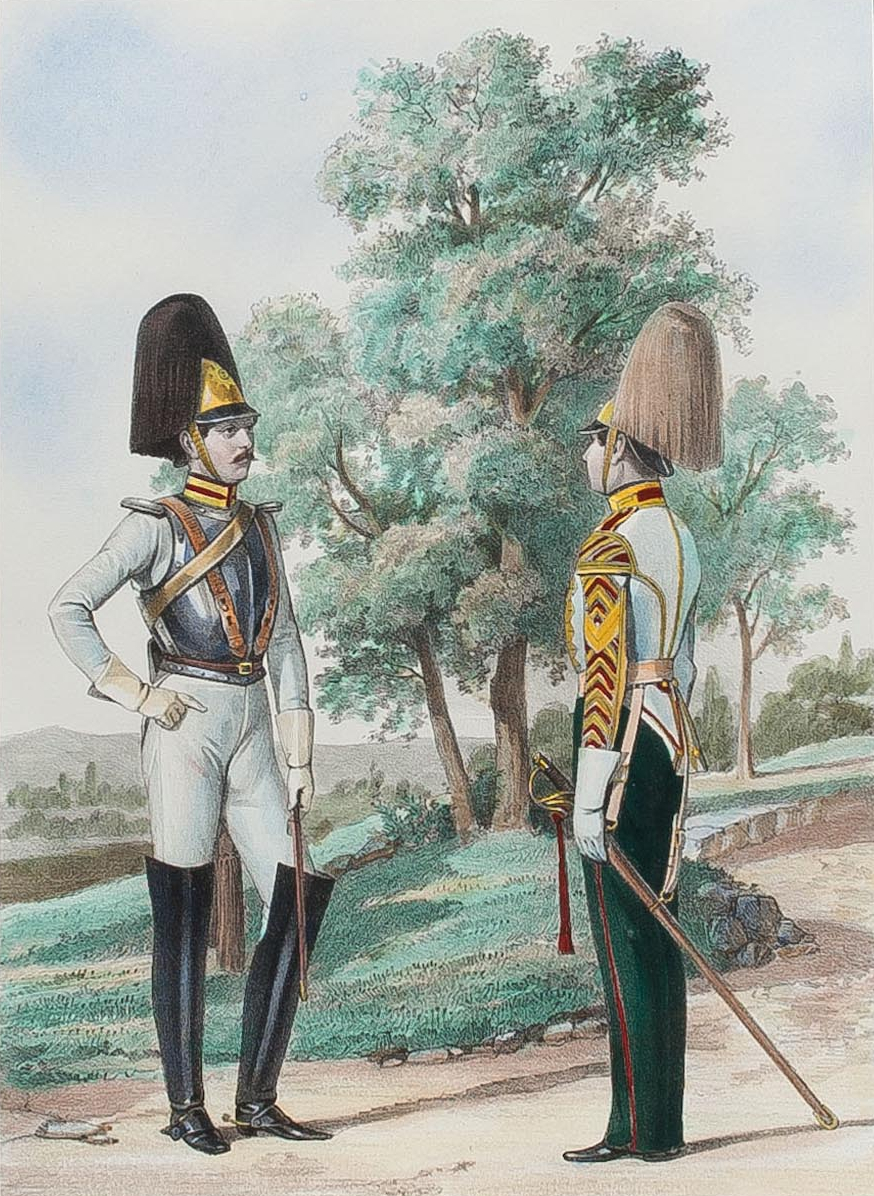
Оригинальная раскраска. Издание фирмы Лемерсье.
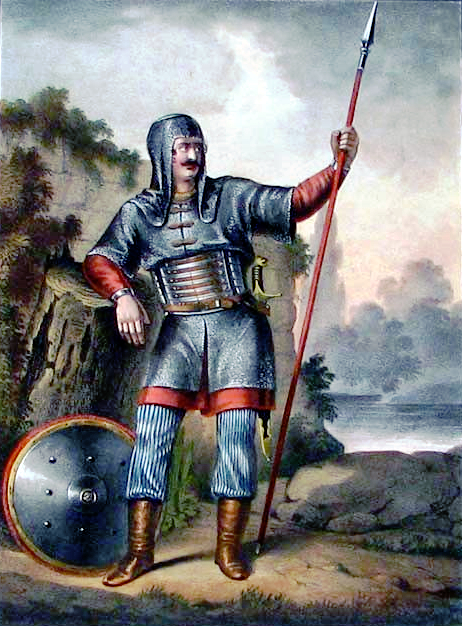
Оригинальная иллюстрация. Раскраска акварелью. Приведено по современному изданию.